# Brasserie Roman
La Brasserie Roman est une brasserie belge de la ville d'Audenarde, fondée en 1545 par Joos Roman et ininterrompue depuis 12 générations.
Elle produit entre autres les bières Gentse Strop, Adrians Brouwer, Ename et Romy Pils.

## La brasserie
La brasserie Roman est fondée en 1545 par Joos Roman, dans les locaux d'une auberge située sur la route entre l'Allemagne et la France, dans le village de Mater aujourd'hui situé dans la ville d'Audenarde.
Depuis 1954, la brasserie a élargi sa gamme avec de l'eau et des boissons gazeuses.
La brasserie fait partie de l'association brassicole Belgian Family Brewers.

## Les bières

### Adriaen Brouwer
Entre les deux guerres, la brasserie créé la bière brune Roman Oudenaards, et connait alors son apogée. En 2003, la bière est renommée Adriaen Brouwer en l'hommage au peintre flamand né à Audenarde.
Il existe deux variantes de cette bière, l'historique titrant à 5 % et une dark gold titrant à 8,5 % créée en 2008.
Cette seconde bière Dark Gold a remporté deux prix en 2010 : le “European Beer Star Award” dans la catégorie Bière belge ale forte ; et la "Brau Beviale" de Nuremberg.

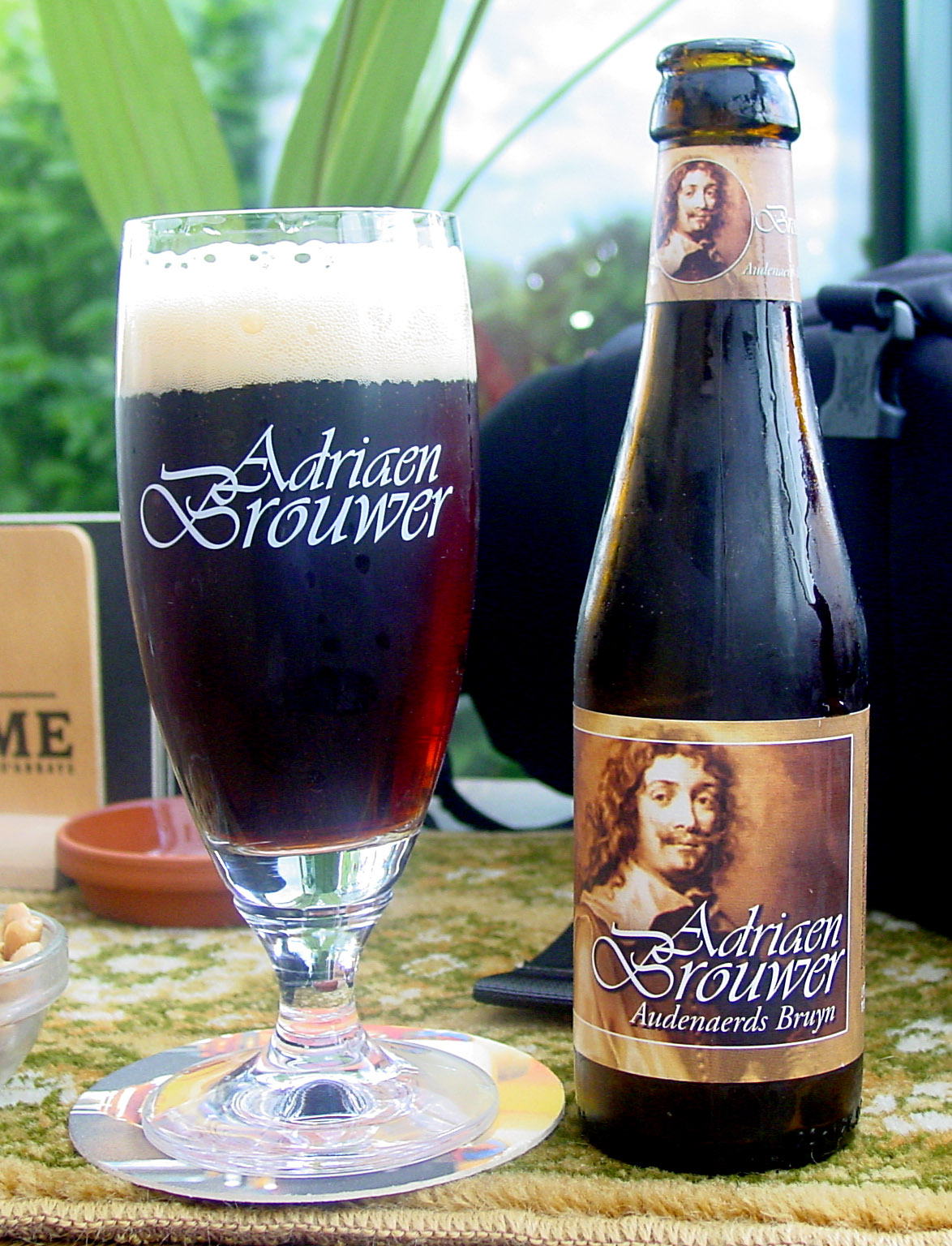
Adriaen Brouwer

### Gentse Strop
La Gentse Strop est une bière blonde de haute fermentation titrant à 6.9 degrés. Elle est fabriquée à base d'orge, est possède un goût fruité avec un arrière-gout subtil de houblon.
Le nom de cette bière est un diminutif de Gentenaars: stroppendragers, qui signifie "Les Garottés de Gand" et se rapporte à l'histoire de la ville, lorsque le 3 mai 1540 les révoltés matés par Charles V ont été obligés de traverser la ville avec un nœud coulant autour du cou.
Cette bière est créée en 2011, à l'occasion de la 168e édition de la fête de Gand, la "Gentse Feesten" par le brasseur Jef Snauwaert.

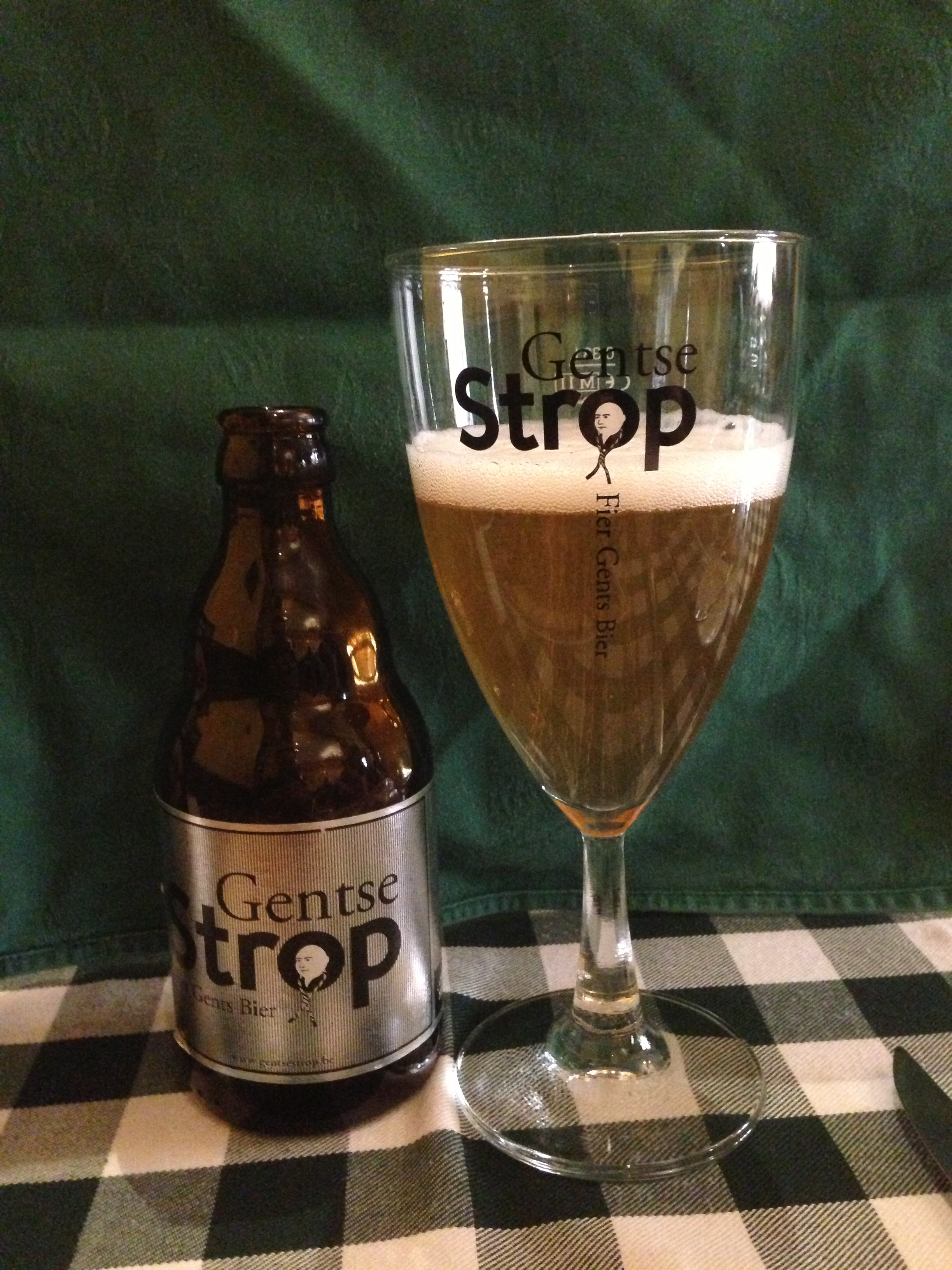
Bière Gentse Strop

### "Mater Witbier"
La "Mater Witbier" est une bière blanche amère créée en 1993. Elle titre à 5 %, elle a un arrière-goût d'agrume et une amertume de 18 EBU. Son nom Mater vient du village Mater, aujourd'hui un arrondissement d'Audenarde, où la brasserie a été fondée.

### Ename
La brasserie Roman paie une redevance au musée de la ville d'Ename pour l'utilisation de l'appellation de Abbaye d'Ename, dont le musée est propriétaire des ruines. Cette bière déclinée en quatre versions compte parmi les bières belges d'Abbaye reconnues. Le nom de la bière Ename Cuvée 974 vient de l'année de fondation de la ville d'Ename autour de la construction de l'abbaye.

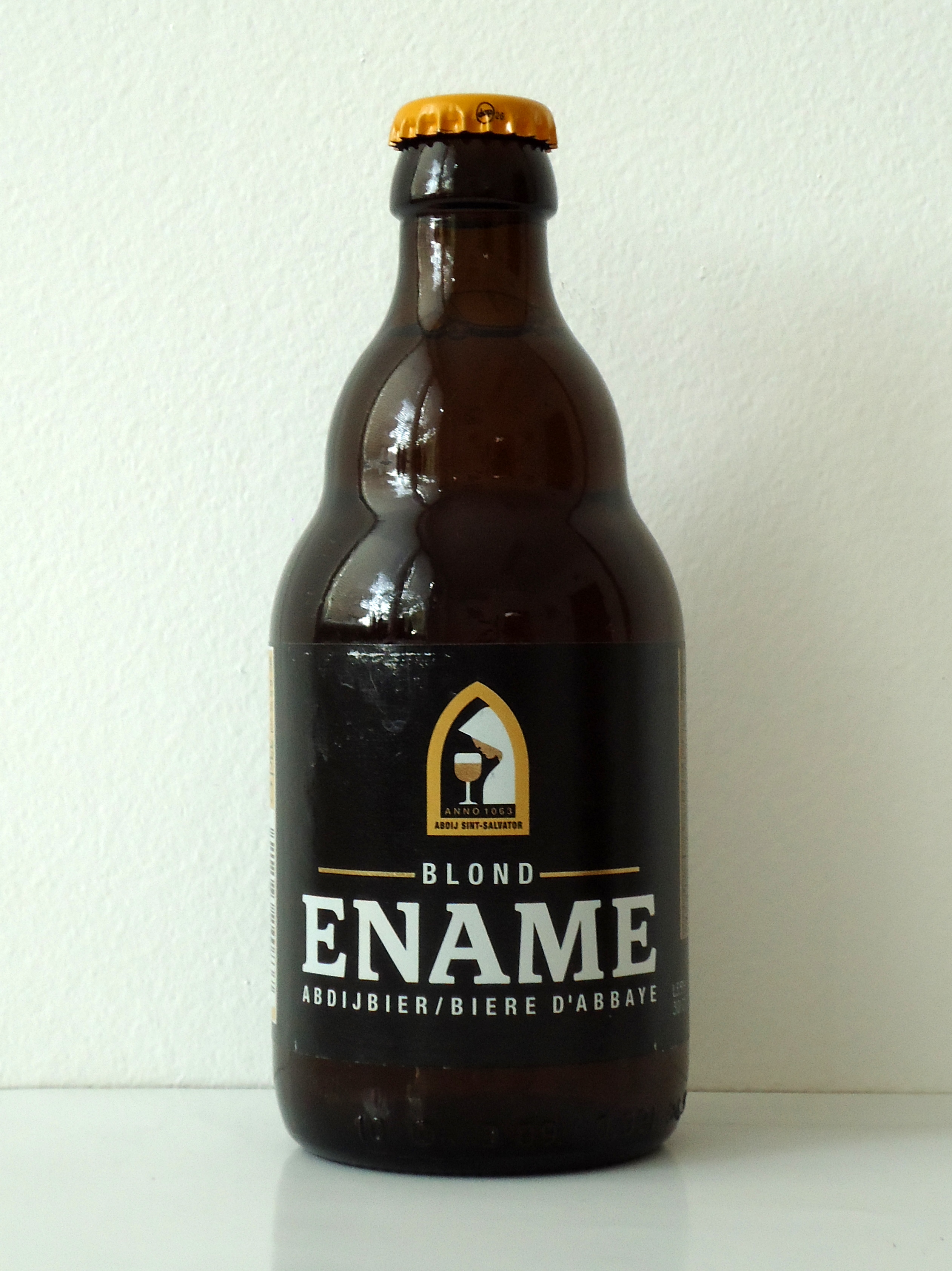
Ename Blonde - 6,5 %
- Ename Cuvée 974 - 7 %
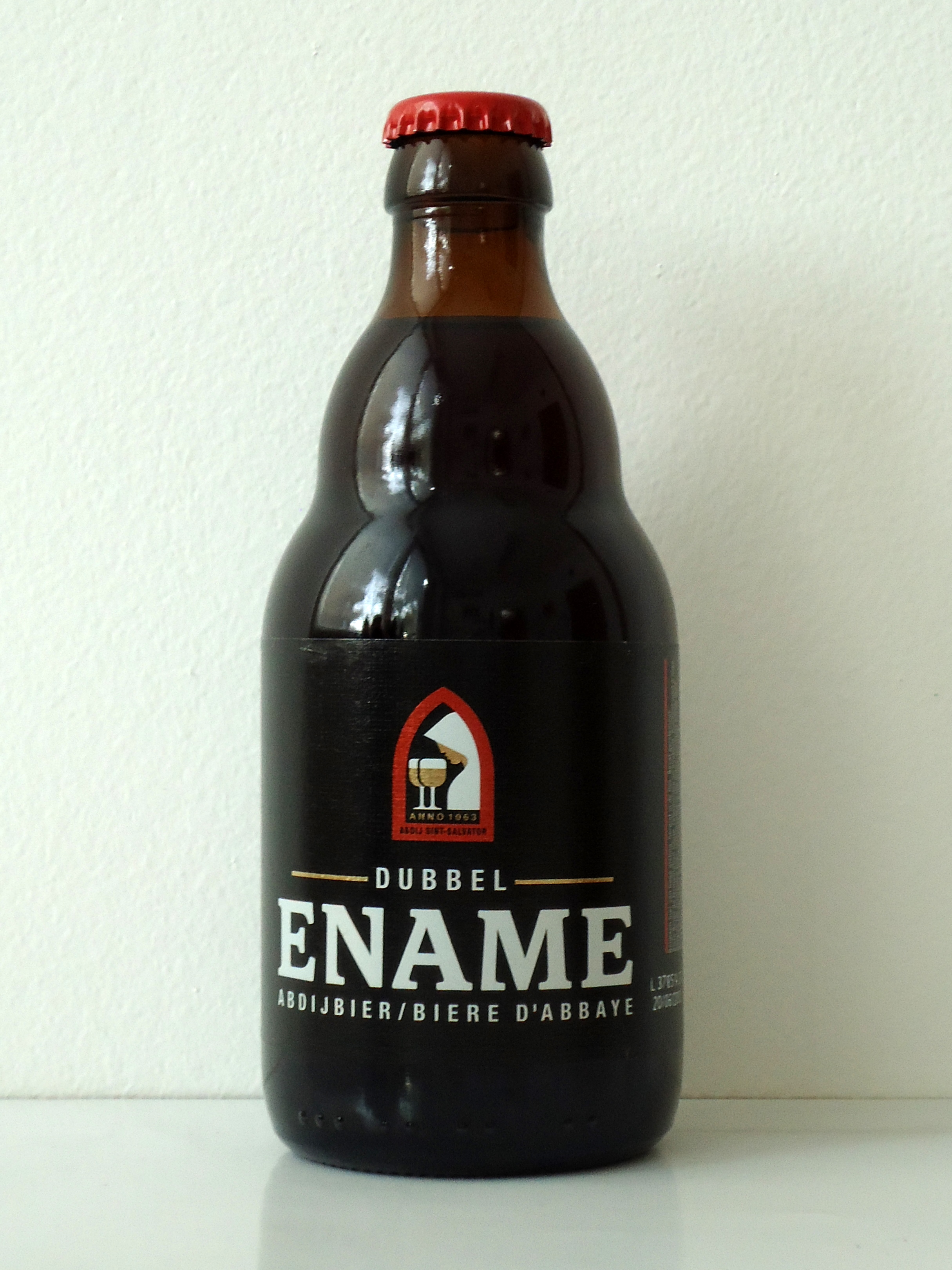
Ename Double - 6,5 %
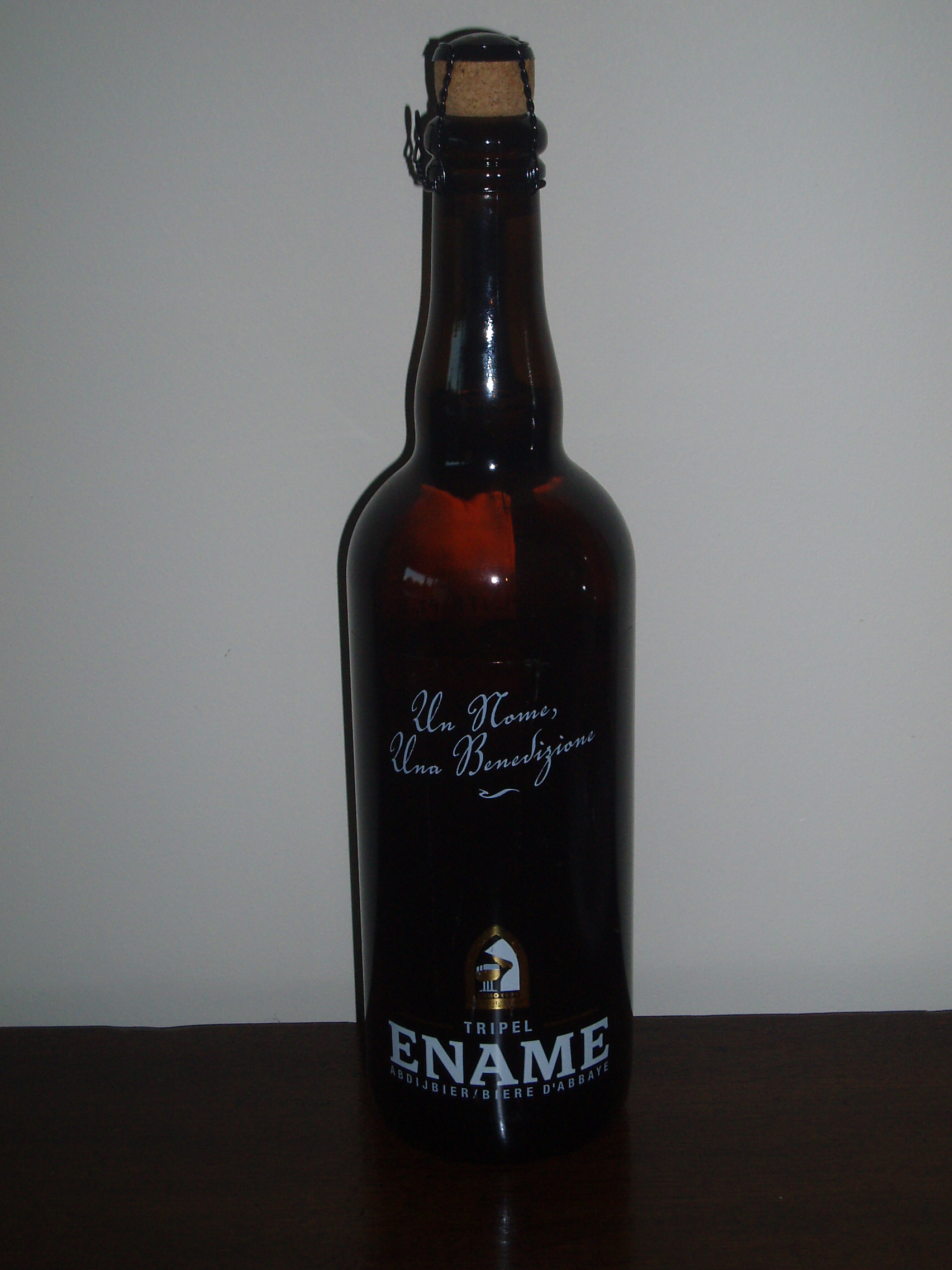
Ename Triple - 8,5 %

- Ename Blonde - 6,5 %
- Ename Double - 6,5 %
- Ename triple - 8,5 %

### Seefbier
La bière Seef, aussi nommée Seef Bier ou Seefbier, est issue d'une recette ancienne qu'on a cru perdue après les années 1930 lorsque les bières de République tchèque ont envahi la région. En 2009, Johan Van Dyck à l'époque directeur de la brasserie Duvel Moortgat, lance des recherches dans les archives de la famille et les archives locales, et finit après trois ans de recherches par trouver une recette datant de la fin du 19e, contenant les détails de la recette et les techniques de l'époque. Il fait appel au centre Delvaux pour retrouver une levure ancienne correspondant à la recette décrite. La production est lancée le 9 mars 2012.
Historiquement, il existait deux Seefbier, la bière de table titrant environ 2 à 3 degrés et celle de fermentation double, plus forte, entre 6 et 7 degrés et plus chère. La recette retenue est la double fermentation, mais on lui donne le nom simple. Il s'agit d'une bière de fermentation haute avec refermentation en bouteille. C'est une bière blonde trouble, avec un léger goût d'épices. Elle titre 6.5 degrés. Elle est brassée à partir d'un mélange de quatre céréales (sarrasin, avoine, blé et orge) et de houblon belge de Poperinge.
On trouve plusieurs références à ces deux bières dans les textes d'auteurs en ayant bu, par exemple Domien Sleeckx, Lode Baekelmans ou Amand De Lattin, ainsi que dans quelques chansons ou poèmes anciens,.
- World Beer Cup 2012 Médaille d'or dans la catégorie Autres belge-Style Ale
- World Beer Awards 2013 Médaille d'or dans la catégorie Europe - Belgian Style Ale

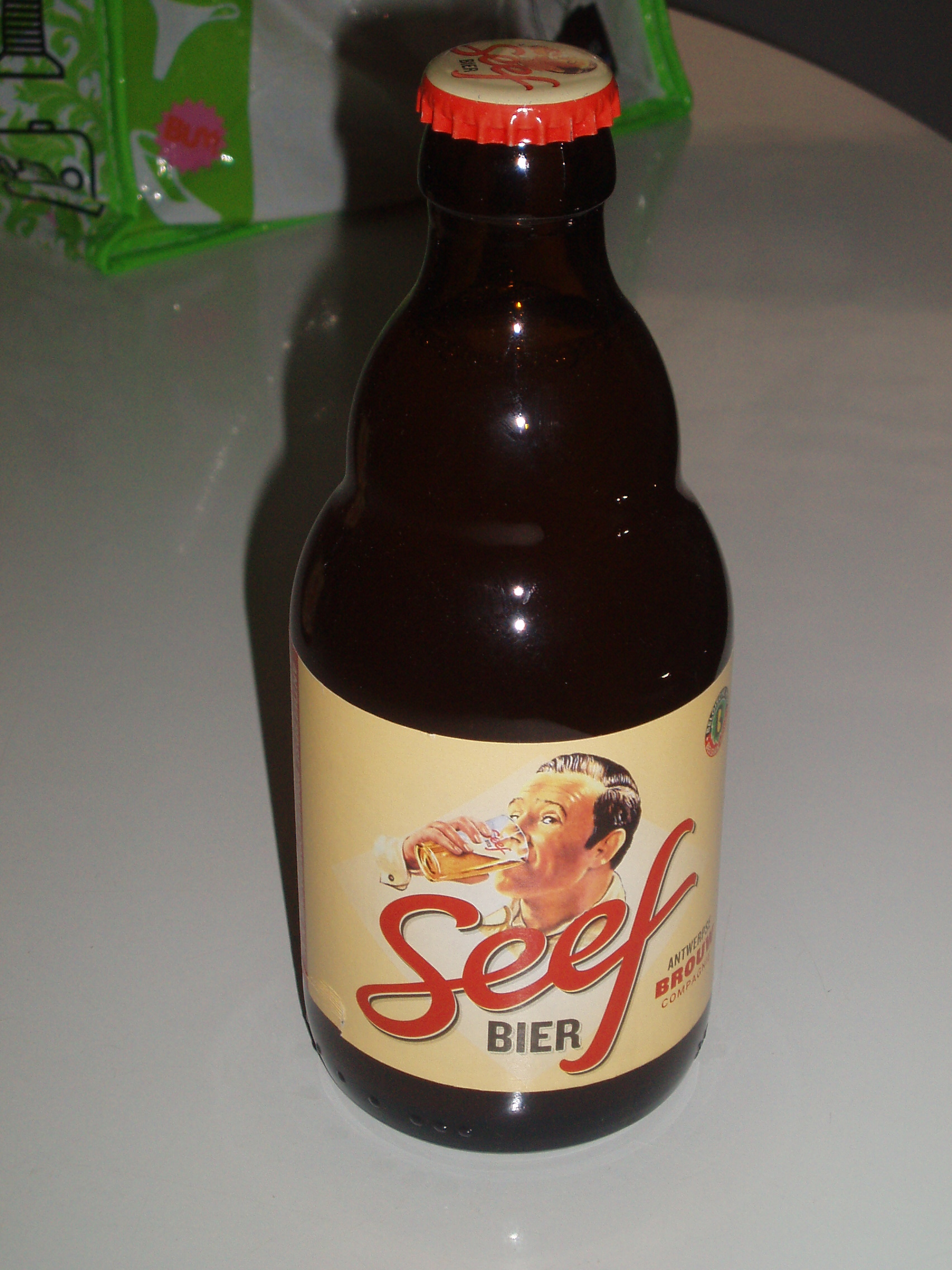
Seefbier

### Autres bières
- Black Hole - Pils blonde au maïs à 5,6 %
- Romy Pils - bière pils blonde de fermentation basse avec un taux d'alcool de 5,1 %, brassée depuis 1945.
- Sloeber - 7,5 %
- Special Roman - 5,5 %
- La Mont Noire "Bière des gaillards" - 7%

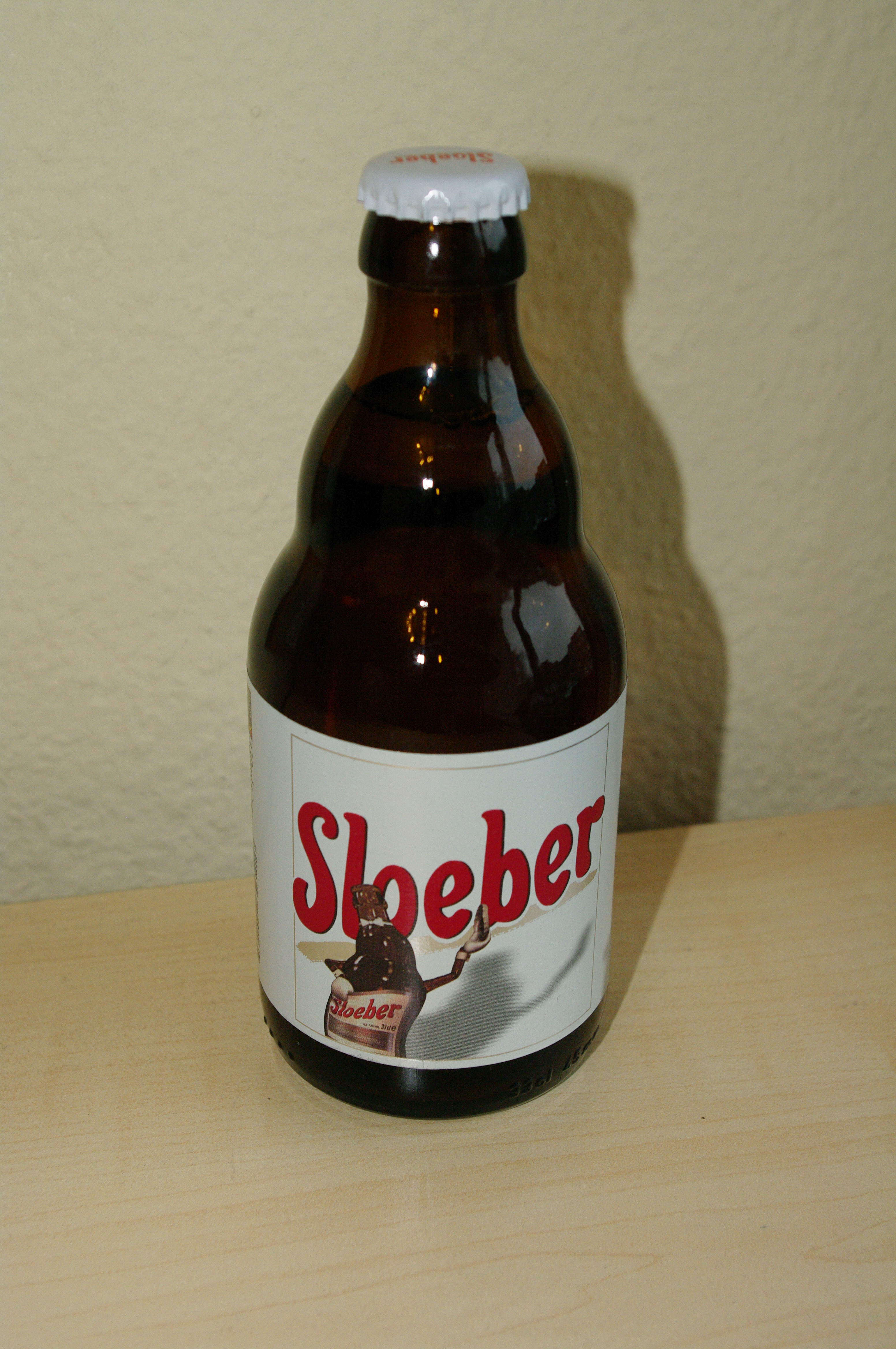
Sloeber